# 吉大路
吉大路是中華人民共和國廣東省珠海市的一條一般道路，位于香洲區，馬路呈東西走向。东邊從情侶中路交界开始，一直向西去到白莲路与景山路的交界。
吉大路免税商场路段是珠海首个实施的单行路之一。

## 概要及历史
全長1.8公里，宽9—13米，雙向2—3車道。
该道路由1980年代通车，曾用名健美路，因靠近吉大村，1985年以此改名至今。

## 特色
这条道路兩邊主要以住宅樓以及商業舖頭为主，尤其这条道路東邊最旺（因為附近有珠海漁女景區）。免税商场路段沿线也有一些食肆和服装店。

## 經過的道路
这条路的顺序是由东到西排列，其中加粗的字为主幹道：
- 情侶中路
- 海滨南路
- 景园路
- 景乐路
- 白莲路、景山路